# Якубовский, Аскольд Павлович
Аско́льд Па́влович Якубо́вский (10 июля 1927, Новосибирск — 8 марта 1983, Москва) — русский прозаик, больше известный как писатель-фантаст.

## Биография
Родился в Новосибирске.
Отец – Павел Геронтьевич Якубовский (1891-1945) – был графиком, живописцем и архитектором, одним из первых профессиональных художников Новониколаевска (Новосибирска).
С детских лет будущий писатель самозабвенно любил природу и охоту. После средней школы он окончил курсы картографии и с 1949 года с длительными экспедициями изъездил Сибирь и Дальний Восток.
Литературную деятельность начал в 1957 году с публикации рассказа «Дрозды» в газете «Вечерний Новосибирск». Печатался в журналах «Сибирские огни», «Сельская молодёжь», в сборнике «Охотничьи просторы». Но писательство давалось нелегко, признавался: «Мой путь к профессии пишущего был тяжел и долог». В 1965 году в Новосибирске вышла первая книга А. Якубовского – сборник рассказов «Чудаки». В 1966 году был участником семинара молодых авторов в Кемерове. В 1969 году окончил Высшие литературные курсы при Литературном институте им. А.М. Горького в Москве. В конце 1970-х жил в Москве.
Автор сборников повестей и рассказов «Мшава» (1969), «Красный таймень» (1971), «Аргус-12» (1972), «Багряный лес» (1976), «Возвращение Цезаря» (1977), «Нивлянский бык» (1979), «Земляника в снегу» (1981), «Улица Красных петухов» (1985), «Квазар», «Прозрачник» (обе – 1987), изданных в Новосибирске и Москве. Он с успехом выступал и как писатель-реалист, и как фантаст (его перу принадлежит более десятка фантастических произведений, среди которых такая широко известная вещь, как повесть «Аргус-12»).
В творчестве своем А. Якубовский осваивал разные темы, поднимал многие проблемы бытия, в частности – стяжательства, которой посвящена одна из лучших его повестей «Дом» (1966). Будучи страстным охотником, собачником и отменным фотохудожником-натуралистом он красочно и увлекательно писал о природе, даря читателям прекрасные рассказы и повести о рыбалке, охоте, «братьях наших меньших», где выступал не только как блестящий анималист и писатель-натуралист, но и как наблюдательный художник-психолог.
Это обстоятельство дало основание В. Астафьеву – самому страстному охотнику, рыбаку и ценителю природы – сказать по поводу этих произведений: «Очень трогательны, до трепетности добры и одухотворены рассказы… о животных, особенно о собаках – тут уж прочитаешь, руками разведешь и подумаешь: «Вот если бы наши писатели умели так о людях писать…»
Еще одной его страстью были собаки. С них началось его литературное творчество, им посвятил он целую серию рассказов («Стрелка», «Лобастый», «Возвращение цезаря» и др.) и полную трагизма повесть «Четверо» о брошенных на произвол судьбы четвероногих «друзьях человека».
Публиковать фантастические произведения А. Якубовский начал в 1972 году. Фантастические повести и рассказы выходили в Новосибирске, Москве и других городах и вкупе составили содержание трех авторских сборников («Аргус-12», 1972; «Купол галактики», 1976 и «Прозрачник», 1987). В эти сборники не вошла только лишь напечатанная в журнале «Сибирские огни» повесть «Черная Фиола» (1991). Но уже после смерти Аскольда Павловича в красноярском сборнике «Страна Гонгури» (1985) был напечатан рассказ из архивов автора «Ненужная».
А в 2007 году усилиями вдовы писателя Е. Р. Акбольян вышел целый сборник ранее не публиковавшихся произведений «Лес-отец», в котором, кроме всего прочего, также был помещен раздел фантастики, вмещавший восемь новых рассказов.
«Вся фантастика А. Якубовского, таким образом, насквозь экологична, а сюжеты, рассказывающие об инопланетной жизни, где технический рационализм подмял под себя живую природу, насквозь притчевые».
Отдельные произведения издавались за рубежом и были переведены на языки народов СССР.
Умер Аскольд Павлович в Москве 8 марта 1983 года, 54 лет от роду, сраженный туберкулезом. При жизни автора было издано более 60 его произведений, и еще более 20 – после его смерти.

## Творчество
Чудаки: Рассказы / Рис. П. Т. Пономаренко. – Новосибирск: Западно-Сибирское книжное издательство, 1965. – 120 с. 14 коп. 30 000 экз. (п)
- Встреча в тайге – с.
- Третий – с.
- Сердитый день – с.
- Чучело – с.
- Иван и Ванька – с.
- Чудаки – с.
- Тихая охота – с.
- Тринадцатый хозяин – с.
- Ветер – с.
- Иван Сергеевич шутит – с.
- Сладкая вода – с.
- Квартирный вопрос – с.
- Мой огород – с.
- Сожаление – с.

Рец.:
Не убий...: Повести и рассказы / Худ. В. К. Колесников. – Новосибирск: Западно-Сибирское книжное издательство, 1966. – 160 с. 31 коп. 30 000 экз. (с.о.)
- Не убий...: [Повесть] – с.
- Дом: [Повесть] – с.
- Коротыш: [Рассказ] – с.
- Этюд: [Рассказ] – с.
- Красный таймень: [Рассказ] – с.
- Стрелка: [Рассказ] – с.
  - Рец.

Мшава: [Повести и рассказы]. – Новосибирск: Западно-Сибирское книжное издательство, 1969. – 240 с. – (Молодая проза Сибири). 41 коп. 100 000 экз. (п)
- Мшава: [Повесть] – с
  - Рец.
- Дом: [Повесть] – с.
  - Рец.
- Сердитый день: [Рассказ] – с.
- Красный таймень: [Рассказ] – с.
- Встреча в тайге: [Рассказ] – с.
- Чудаки: [Рассказ] – с.
- Лобастый: [Рассказ] – с.
- Стрелка: [Рассказ] – с.
- Ветер: [Рассказ] – с.
  - Рец.

Красный таймень: Повести и рассказы. – М.: Молодая гвардия, 1971. – 240 с. – (Молодые писатели). 100 000 экз. (п)
- Виктор Астафьев. Доброе слово: [Предисловие] – с.
- Мшава: [Повесть] – с.9-88
- Дом: [Повесть] – с.89-142
- Рассказы:
  - Красный таймень – с.
  - Встреча в тайге – с.
  - Сердитый день – с.
  - Коротыш – с.
  - Чучело – с.
  - Лобастый – с.
  - Чудаки – с.
  - Тихая охота – с.
  - Иван Сергеевич шутит – с.
  - Стрелка – с.
  - Ветер – с.
  - Сладкая вода – с.
  - Мой огород – с.
  - Сожаление – с.
    - Рец.

Тринадцатый хозяин: Рассказы / Рис. В. П. Кириллова. – Новосибирск: Западно-Сибирское книжное издательство, 1971. – 160 с. 19 коп. 100 000 экз. (о) – подписано к печати 16.07.1971 г.
- Покупка – с.3-7
- Полосатые столбики – с.8-12
- Фрам сбежал – с.13-18
- Для чего нужен Галенкин? – с.19-26
- Первая охота – с.27-31
- Фрам и тетеревёнок – с.32-35
- Яйцо – с.36-37
- Сладкая вода – с.38-40
- Тринадцатый хозяин – с.42-44
- Барамбош – с.45-60
- Чемпи – с.61-84
- Белые братья – с.85-100
- Димкины сороки – с.101-112
- Два Максима – с.113-118
- Роковая снасть – с.119-125
- День коршуна – с.126-149
- Мокрые звезды: 
  - Дороги – с.150-151
  - Лесной остров – с.151
  - Лешачье дерево – с.151-152
  - Добрая ягода – с.152
  - Улов лесного паука – с.152-153
  - Овсяная дорожка – с.153
  - Тонкая рябина – с.153
  - Свет и клевер – с.153-154
  - Цветы-шишечки – с.154
  - Дорога к реке – с.154-155
  - Лилии – с.155
  - Голавль – с.155
  - Призрак – с.155
  - Закат – с.156
  - Мокрые звезды – с.156
  - Ночная прогулка – с.156-157
  - Утро – с.157
    - Рец.

Аргус-12: Фантастика: [Повести и рассказы] / Худ. Э. С. Гороховский. – Новосибирск: Западно-Сибирское книжное издательство, 1972. – 192 с. 41 коп. 50 000 экз. (п) – подписано к печати 22.09.1972 г.
- Повести:
  - Аргус-12 – с.5-95
  - Прозрачник – с.96-149
- Рассказы:
  - Мефисто – с.153-168
  - Голоса в ночи – с.169-176
  - Счастье Рыжего Эрика – с.177-190
    - Рец.

Багряный лес: Рассказы и повести / Худ. М. М. Погребинский. – Новосибирск: Западно-Сибирское книжное издательство, 1975. – 184 с. 44 коп. 100 000 экз. (п) – подписано к печати 10.10.1975 г.
- Мокрые звезды:
  - Белые братья: [Рассказ] – с.5-15
  - Тринадцатый хозяин: [Рассказ] – с.16-18
  - Фрам сбежал: [Рассказ] – с.19-23
  - Сладкая вода: [Рассказ] – с.24-25
  - Яйцо: [Рассказ] – с.26-27
  - Ветер: [Рассказ] – с.28-31
  - Два Максима: [Рассказ] – с.32-35
  - Мокрые звезды: [Миниатюры] – с.36-40
    -       -         - Дороги – с.36
        - Лесной остров – с.36-37
        - Лешачье дерево – с.37
        - Добрая ягода – с.38
        - Улов лесного паука – с.38
        - Овсяная дорожка – с.38
        - Тонкая рябина – с.38-39
        - Свет и клевер – с.39
        - Цветы-шишечки – с.39
        - Лилии – с.39
        - Голавль – с.39-40
        - Закат – с.40
        - Мокрые звезды – с.40
        - Ночная прогулка – с.40
        - Утро – с.40
- Четверо:
  - Джек и лис: [Рассказ] – с.43-65
  - Багряный лес: [Повесть] – с.66-96
  - В лесной сторожке: [Повесть] – с.97-115
  - Четверо: [Повесть] – с.116-182

Купол галактики: Рассказы и повести / Худ. Роберт Авотин. – М.: Молодая гвардия, 1976. – 240 с. – (Библиотека советской фантастики). 37 коп. 100 000 экз. (о) – подписано к печати 07.09.1976 г.
- Рассказы:
  - В складке времени – с.6-22
  - Мефисто – с.23-38
  - Голоса в ночи – с.39-46
  - Счастье – с.47-61
  - Друг – с.62-74
  - Нечто – с.75-83
  - На далекой планете – с.84-100
- Повести:
  - Сибирит – с.102-134
  - Последняя Великая Охота – с.135-181
  - Прозрачник – с.182-238

Возвращение Цезаря: Повести и рассказы. – М.: Современник, 1977. – 256 с. – (Новинки «Современника»). 1 р. 9 к. 30 000 экз. (п)
- Повести:
  - Четверо – с.
  - В лесной сторожке – с.
  - Браконьеры – с.
  - Дом – с.
- Рассказы:
  - Чудаки – с.
  - Лобастый – с.
  - Ветер – с.
  - Фрам – с.
  - Красный таймень – с.
  - Возвращение Цезаря – с.

Повести и рассказы / Худ. И. Д. Шуриц. – Новосибирск: Западно-Сибирское книжное издательство, 1978. – 384 с. 1 р. 50 к. 30 000 экз. (п)
- Повести:
  - Мшава – с.5-71
  - Дом – с.72-116
  - Браконьеры – с.117-176
  - Четверо – с.177-248
  - Нивлянский бык – с.249-292
- Рассказы:
  - Чудаки – с.295-301
  - Фрам:
    -       - Покупка – с.302-305
      - Полосатые столбики – с.305-308
      - Фрам сбежал – с.308-313
      - Первая охота – с.313-316
      - Фрам и тетеревёнок – с.317-319
      - Яйцо – с.319-320
      - Сладкая вода – с.320-322

    - Лобастый – с.323-330
    - Ветер – с.331-334
    - День коршуна – с.335-353
    - Димкины сороки – с.354-363
    - Возвращение Цезаря – с.364-371
    - Красный таймень – с.372-382

Нивлянский бык: Повести и рассказы / Худ. А. Катин – М.: Молодая гвардия, 1979. – 304 с. 85 коп. 100 000 экз. (о)
- Четверо: [Повесть] – с.7-94
- Свет и тень: [Повесть] – с.
- Нивлянский бык: [Повесть] – с.151-194
- Чемпи: [Рассказ] – с.
- Земляника в снегу: [Рассказ] – с.
- Ошибка: [Рассказ] – с.
- Барамбош: [Рассказ] – с.
- Окраина: [Рассказ] – с.
- Улица Красных петухов: [Рассказ] – с.
- Зимой в стужу: [Рассказ] – с.
- Песня о каше: [Рассказ] – с.
- Рай в шалаше: [Рассказ] – с.
- Игольный бум: [Рассказ] – с.
- Димкины сороки: [Рассказ] – с.
- Четушка топленого масла: [Рассказ] – с.
- Удача: [Рассказ] – с.

Земляника в снегу: Повести и рассказы / Худ. А. А. Заплавный. – Новосибирск: Западно-Сибирское книжное издательство, 1981. – 416 с. 80 коп. 50 000 экз. (п)
- Повести:
  - Багряный лес – с.5-40
  - В лесной сторожке – с.41-62
  - Четверо – с.63-138
- Рассказы:
  - Жулан с сажными щеками:
    - Дрозды и Павлушка – с.141-151
    - Горихвостки – с.151-154
    - Два Максима – с.154-157
    - Жулан с сажными щёками – с.158-160
    - Ящерица – с.160-163
    - Земляника в снегу – с.163-169
    - Таёжный музыкант – с.169-173
    - Встреча в тайге – с.173-183
    - Чучело – с.183-190
    - Квартирный вопрос – с.190-192
    - Кто богаче… – с.192-194
    - Ищу сверчка – с.194-195

  - Вечная охота:
    - Спящие зайцы – с.196-204
    - Как Кулагина съели – с.204-209
    - Ветер – с.209-212
    - Тихая охота – с.213-216
    - Лобастый – с.216-224
    - Лисица – с.224-233
    - Фрам – с.233-253
    - Стрелка (Рассказ охотника) – с.253-257
    - Пруд – с.258-260
    - Иван Сергеевич шутит – с.260-265
    - Лешачья палочка – с.265-269
    - Лесные свинухи – с.269-274
    - Белые грибы – с.274-276
    - Вечная охота – с.277-280

  - Димкины сороки:
    - Окраина – с.281-284
    - Смерть дома – с.285-296
    - Суд идёт! – с.296-303
    - Улица Красных Петухов – с.303-315
    - Песня о каше – с.315-321
    - Фокус-покус – с.321-330
    - Зимой в стужу – с.330-336
    - Рай в шалаше – с.336-344
    - Игольный бум – с.345-353
    - Димкины сороки – с.353-362
    - Четушка топлёного масла – с.362-369
    - Удача – с.369-375
    - Семениха – с.376-380
    - Первый дом (Из истории улицы) – с.381-392
    - Чудо рынка – с.392-401
    - Курощуп и тётя Поля – с.401-413

Улица красных петухов: Рассказы и повесть / Сост. Е. Р. Акбальян; Худ. Е. Ф. Зайцев. – Новосибирск: Западно-Сибирское книжное издательство, 1985. – 288 с. 95 коп. 50 000 экз. (п)
- Альберт Лиханов. Жизнь и книги доброго человека: [Предисловие] – с.3-8
- Дым костров наших:
  - Грудь земли: Рассказ – с.11-17
  - Дым костров наших: Повесть – с.18-63
  - Лось: Рассказ – с.64-82
  - Ошибка: Рассказ – с.83-99
  - Крокодил и Лапатошка: Рассказ – с.100-116
- Улица Красных Петухов: [Рассказы]:
  - Окраина – с.119-122
  - Смерть дома – с.123-137
  - Суд идёт! – с.137-146
  - Улица Красных Петухов – с.146-159
  - Песня о каше – с.160-167
  - Фокус-покус – с.168-178
  - Зимой в стужу – с.178-186
  - Рай в шалаше – с.186-196
  - Игольный бум – с.196-206
  - Димкины сороки – с.207-217
  - Четушка топленого масла – с.217-226
  - Удача – с.226-233
  - Первый дом (Из истории улицы) – с.234-247
  - Смерть Макара – с.247-259
  - Чудо рынка – с.260-271
  - Курощуп и тётя Поля – с.271-286

Прозрачник: Повести и рассказы / Худ. Т. Войткевич. – М.: Молодая гвардия, 1987. – 272 с. – (Библиотека советской фантастики). 75 коп. 100 000 экз. (о) – подписано к печати 22.12.1986 г.
- Голоса в ночи: Рассказ – с.5-12
- Звери большие и маленькие: Рассказ – с.13-18
- Спору нет конца: Рассказ – с.19-27
- Друг: Рассказ – с.28-40
- Счастье: Рассказ – с.41-56
- Мефисто: Рассказ – с.57-72
- Аргус-12: Повесть – с.73-171
- Последняя Великая Охота: Повесть – с.172-216
- Прозрачник: Повесть – с.217-271

Квазар: Повести, роман и рассказы / Худ. В. Александров. – М.: Современник, 1987. – 496 с. – (Новинки «Современника»). 2 р. 20 к. 100 000 экз. (п)
- Повести:
  - Мшава – с.4-69
  - Дом – с.70-113
  - Браконьеры – с.114-172
  - Нивлянский бык – с.173-216
- Роман:
  - Квазар – с.218-446
- Рассказы:
  - Лобастый – с.448-454
  - Фрам – с.455-458
  - Ошибка – с.459-471
  - Крокодил и Лапатошка – с.472-484
  - Возвращение Цезаря – с.485-492

Мефисто: Повести и рассказы / Оформл. Е. Ф. Зайцева. – Новосибирск: Детская литература, 1992. – 304 с. – (Риск 2: Фантастика. Приключения). 100 000 экз. (с.о.)
- Рассказы:
  - Красный таймень – с.7-17
  - Друг – с.17-27
  - Мефисто – с.27-40
  - Голоса в ночи – с.40-46
  - Нечто – с.46-53
  - Счастье – с.53-64
- Повести:
  - Последняя Великая Охота – с.67-104
  - Аргус-12 – с.105-186
  - Прозрачник – с.187-233
  - Мшава (Не убий…) – с.234-300
- Нужно собраться (из книги «Писатели о себе») – с.301-303

Лес-отец: Из архива писателя. – М.: Пробел-2000, 2007. – 452 с. (о)
- Предисловие: [Писатель – о своем пути в литературе, 1970 г.] – с.3-6
- Страстная седмица: Роман – с.7-143
- Чудак в тундре: Рассказ – с.144-161
- Смерть чемпиона: Рассказ – с.162-184
- Тигренок: Рассказ – с.185-200
- Лес-отец: Эскиз повести – с.201-233
- Капризы моды: Из рассказов охотинспектора – с.234-244
- Месяц на острове: Маленькая повесть – с.245-264
- Ответ на полученное письмо: Рассказ – с.265-273
- Маэстро: Рассказ – с.274-279
- Лапоть: Рассказ – с.280-287
- Кот на отдыхе: Рассказ – с.288-290
- Трава-володушка: Рассказ – с.291-300
- Западня: Рассказ – с.301-307
- Водяные зебры: Рассказ – с.308-326
- Фантастика:
  - В глубинах (Записки хроно-корреспондента А. Валяева): [Рассказ] – с.327-343
  - Версус: Маленькая повесть – с.344-379
  - Железные бабочки: Рассказ – с.380-389
  - Капризница-слава: Рассказ – с.390-411
  - Ники и Супер: Рассказ – с.412-418
  - Проволочник: Рассказ – с.419-427
  - Ослепительная идея Еньки Колесова: Рассказ – с.428-437
  - Рыжий сквирс: Рассказ – с.438-444